# 源川幸夫
源川 幸夫（げんかわ さちお、1933年（昭和8年）10月 - 2020年5月1日）は、陸上自衛官。防衛大学校卒業（第1期）。
第21代東北方面総監及び第23代東部方面総監。

## 略歴
- 1957年（昭和32年）3月：防衛大学校卒業（1期）、陸上自衛隊幹部候補生学校入校。
- 1958年（昭和33年）3月：3等陸尉に昇任。第19普通科連隊所属。以後、各級指揮官、幕僚を歴任。
- 1983年（昭和58年）3月：富士教導団長（陸将補）。
- 1985年（昭和60年）7月：統合幕僚会議事務局第3幕僚室長。
- 1986年（昭和61年）6月：第7師団長に就任（陸将）。
- 1988年（昭和63年）7月：第21代東北方面総監に就任。
- 1989年（平成元年）6月：第23代東部方面総監に就任。
- 1990年（平成2年）7月：退官。退官後は社団法人全日本銃剣道連盟会長を務める。
- 2020年（令和2年）5月22日：死去。叙正四位[1]。

## 著書
- 1991年7月：『国際的自衛隊論』双葉社 ISBN 4575281204